# Trusinsko polje
Trusinsko polje (ponegdje i Trusinjsko polje) je krško polje u Bosni i Hercegovini.
Nalazi se u općini Berkovići u istočnoj Hercegovini, sjeverno od većeg Dabarskog polja. Leži na oko 860 metara nadmorske visine. Površina mu je mala i iznosi tek 1,5 km2. Veći dio polja se koristi za poljodjelstvo, a manji za ispašu stoke. Povremeno je plavno. ali samo u zapadnom dijelu na površini od 0,3 km2. Pripada porječju Neretve.